# Refugio nacional de vida silvestre de Culebra
Refugio nacional de vida silvestre de Culebra es un refugio nacional de vida silvestre de Puerto Rico localizado en la isla de Culebra. Es parte del complejo de refugios nacionales de vida silvestres en islas del Caribe, que es una unidad del Servicio de Pesca y Vida Silvestre de los Estados Unidos. Es el sitio donde se ubicaba el antiguo campo Roosevelt.
Más de 50 000 aves de 13 especies encuentran su camino a este punto en el océano cada año para reproducirse y alimentar a sus crías, con la golondrina de mar anidando en el archipiélago de Culebra en la península de Flamenco.